# Cuthbert de Lindisfarne
Pour les articles homonymes, voir Cuthbert et Saint-Cuthbert.
Cuthbert est un moine et évêque anglo-saxon né vers 635 et mort le 20 mars 687. Fêté le 20 mars, il est considéré comme l'un des plus importants saints du Nord de l'Angleterre tout au long du Moyen Âge.

## Sources
La carrière de Cuthbert est documentée par trois hagiographies en latin rédigées peu après sa mort. La première, la Vita sancti Cuthberti, est rédigée en prose par un moine de Lindisfarne entre 698 et 705 à la demande de l'évêque Eadfrith. Quelques années plus tard, avant 716, Bède le Vénérable produit à son tour une biographie du saint, en vers cette fois-ci, avant d'en tirer une version en prose avant 721,.
La communauté bénédictine de Durham produit de nouvelles œuvres sur la vie et les œuvres de Cuthbert à partir du milieu du XIe siècle avec la Historia de sancto Cuthberto. Au XIIe siècle, Siméon de Durham rédige un Capitula de miraculis, tandis que Reginald de Durham produit le Libellus de admirandis beati Cuthberti virtutibus quae novellis patratae sunt temporibus, ainsi que peut-être le Libellus de ortu sancti Cuthberti.

## Biographie
Cuthbert est originaire de Northumbrie, peut-être de la région du Lothian. Il entre dans les ordres en 651, inspiré par une vision : alors qu'il gardait des moutons, il aurait vu l'âme d'Aidan de Lindisfarne s'élever aux cieux. Son occupation pourrait laisser penser qu'il était d'extraction modeste, mais d'autres indices suggèrent plutôt une origine aristocratique. Ainsi, lorsqu'il se rend à l'abbaye de Melrose pour se faire moine, c'est à dos de cheval, armé d'une lance et accompagné d'un serviteur. Sa première hagiographie mentionne également en passant une carrière militaire, ce qui implique également une origine noble.
À Melrose, Cuthbert reçoit l'enseignement du prieur Boisil. Vers la fin de la décennie, il participe à la fondation de l'abbaye de Ripon avec Eata, mais la communauté de Ripon est chassée par Wilfrid quelques années plus tard et ils retournent donc à Melrose, où Cuthbert succède à Boisil comme prieur à sa mort, en 664. Quelque temps plus tard, dans les années 670, Eata invite Cuthbert à le rejoindre à Lindisfarne, où il devient prieur et joue un rôle important dans l'introduction du rite romain, qui supplante les anciennes coutumes celtiques.
Selon la tradition, Cuthbert quitte Lindisfarne en 676 pour vivre en ermite sur l'îlot rocheux d'Inner Farne. Entouré d'animaux et d'oiseaux, il mène une vie d'ascète, priant dans l'eau glacée de la mer. Il y institua des lois pour protéger les volatiles qui viennent y nicher, ce qui serait la première loi de protection des oiseaux. Cette période d'érémitisme prend fin en 684, lorsque Cuthbert est élu pour succéder à Tunberht, l'évêque de Hexham. Il procède à un échange avec Eata, qui devient évêque de Hexham tandis que lui-même obtient le siège de Lindisfarne. Il est sacré le 26 mars 685,.
Durant son épiscopat, Cuthbert se consacre à des activités pastorales et conserve un mode de vie ascétique. Il est également proche de la famille royale de Northumbrie, notamment la princesse Ælfflæd (elle-même religieuse) et le roi Ecgfrith. En mai 685, il se trouve en compagnie de la reine lorsque son mari est tué à la bataille de Nechtansmere. Au début de l'année 687, sentant sa propre mort approcher, Cuthbert retourne dans son ermitage des îles Farne, où il meurt le 20 mars,.

## Culte

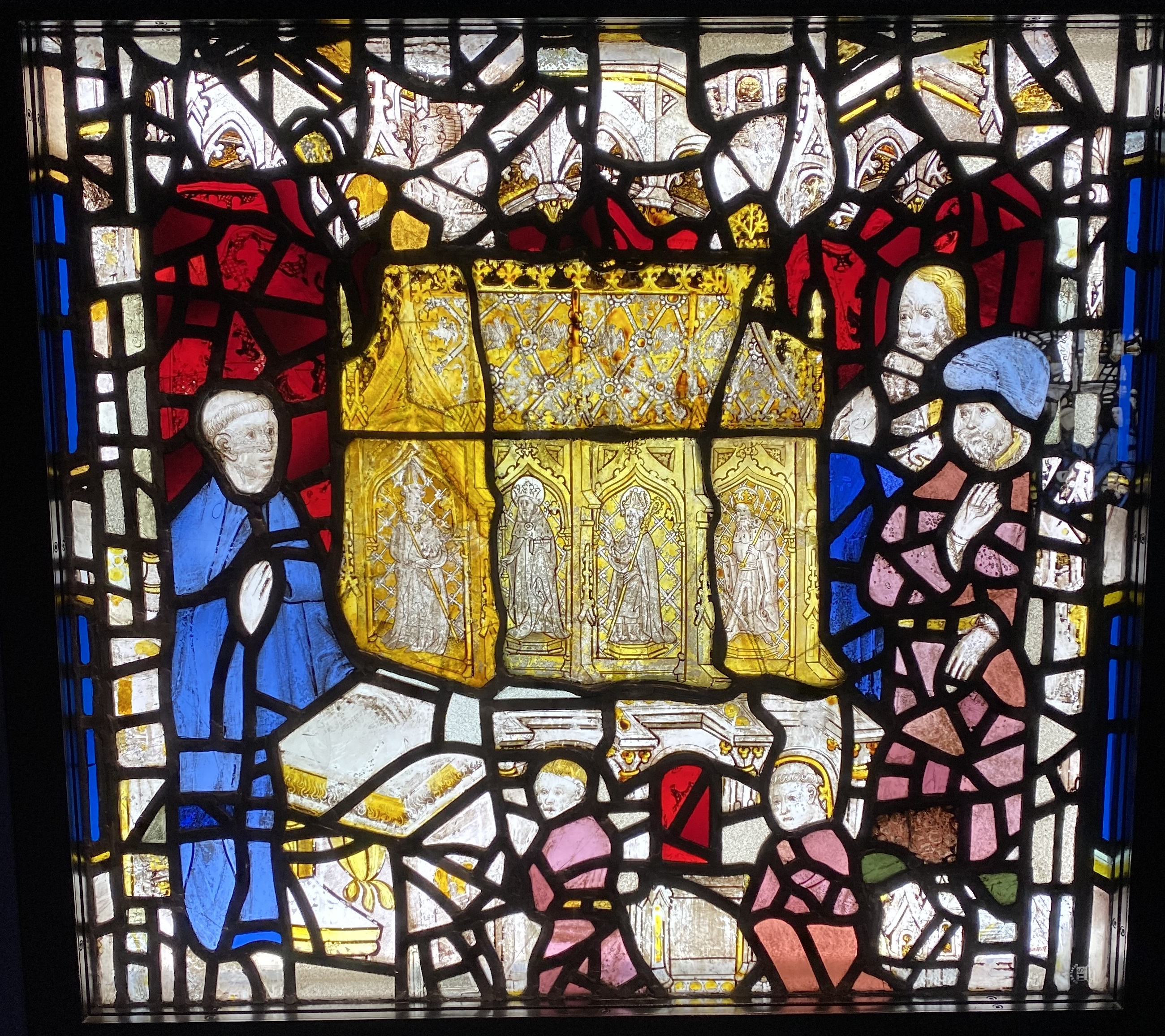
Cuthbert ramené à Lindisfarne (vitrail de la cathédrale d'York).

Bien que Cuthbert ait souhaité être inhumé sur son îlot, son corps est ramené à Lindisfarne pour y être enterré dans l'église abbatiale. Onze ans après sa mort, en 698, son cercueil est ouvert. L'absence de décomposition constatée à ce moment-là scelle sa sainteté, et il est inhumé dans un nouveau cercueil en bois gravé avec plusieurs objets, dont une copie de l'évangile selon Jean. Il est fêté le 20 mars, jour anniversaire de sa mort. Il partage cette fête avec son ami l'ermite Herbert, qui serait mort le même jour que lui. Lorsque les moines de Lindisfarne abandonnent leur île devant la menace des Vikings, en 875, ils emportent les reliques de Cuthbert avec eux dans leurs pérégrinations, jusqu'à leur installation définitive à Durham en 995,.
Le culte de Cuthbert survit à la conquête normande de l'Angleterre, et la cathédrale de Durham reste un lieu de pèlerinage populaire tout au long du Moyen Âge. D'après Reginald de Durham, il fait partie des trois saints les plus populaires d'Angleterre, avec Edmond le Martyr et Æthelthryth d'Ely. Ses reliques sont transférées dans la nouvelle cathédrale normande en 1104, un événement fêté le 4 septembre. 135 églises lui sont dédiées en Angleterre, principalement dans le Nord du pays - comme dans le village de Holme St Cuthbert.